# Guillermo Salmerón
Guillermo Salmerón es un productor y guionista argentino, autor de programas de televisión multipremiados, como El Marginal 1 y 2, Televisión por la identidad, Vidas Robadas, Televisión por la inclusión, Botineras, Santos y Pecadores, Caín y Abel, Falsos Falsificados, Humanos en el Camino, Un Año para Recordar y Libre-mente, entre otros. En 2018, reunido en dupla autoral con la guionista Silvina Olschansky, escribió Maradona, Sueño Bendito, la serie biopic de Diego Armando Maradona.   
Su participación como escritor en programas aclamados por el público y la crítica, le valieron varias distinciones: dos Premios Martín Fierro, un Premio Tato, tres Premios Argentores, y otros reconocimientos a su trayectoria y a su compromiso en el tratamiento de problemáticas sociales (discriminación, xenofobia, violencia de género, etc). Producidas como series de ficción, las historias escritas por Guillermo Salmerón han sido traducidas a varios idiomas y han conquistado público en diversas partes del mundo. Como prueba de ello, se destacan tres Premios Emmy Internacional, mejor serie (Televisión por la Identidad), mejor actor y mejor actriz (Televisión por la Inclusión), el Gran Premio Internacional Series Manía y el Premio Platino a la Mejor Serie Iberoamericana (ambos para El Marginal). Previo a dedicarse de lleno a la escritura, ejerció en simultáneo el rol de guionista y productor del ciclo "Televisión por la Identidad", primera serie de ficción en relatar las historias de los niños apropiados durante la dictadura militar y la búsqueda de las Abuelas de Plaza de Mayo. El éxito de rating y la trascendencia internacional de la serie fueron tan impresionantes que, en reconocimiento a su tarea, Guillermo Salmerón fue nombrado Coordinador de Ficciones de la Gerencia de Contenidos de Telefe. Fue desde ese cargo que durante el año 2010 intervino en los libretos del programa Botineras, y la ficción, que estaba a un paso de ser cancelada (9 puntos de rating), pasó a ser una de las tiras diarias más vistas de la televisión argentina (25 puntos de rating). Más allá de que sus primeros logros como autor de ficción abordaron temáticas sociales, Salmerón eludió rápidamente cualquier rótulo que pudiera encasillarlo en un género y asumió el riesgo de escribir comedias, policiales, dramas carcelarios y hasta biopics de ídolos controvertidos.